# Torneo WTA de Stuttgart 2023
El Porsche Tennis Grand Prix de 2023 fue un torneo de tenis jugado en canchas de arcilla bajo techo. Se trató de la 45.ª edición de este torneo, y fue parte del WTA tour 2023. Tuvo lugar en el Porsche Arena de Stuttgart (Alemania) del 17 al 23 de abril de 2023.

## Distribución de puntos
| Modalidad           | Campeona | Finalista | Semifinales | Cuartos de final | 2.ª ronda | 1.ª ronda | Clasificadas | 2.ª ronda de clasificación | 1.ª ronda de clasificación |
| Individual femenino | 470      | 305       | 185         | 100              | 55        | 1         | 25           | 13                         | 1                          |
| Dobles femenino     | 470      | 305       | 185         | 100              | 1         | -         | -            | -                          |                            |

## Cabezas de serie

### Individuales femenino
| Tenista         | Ranking | Preclasificada |
| Iga Świątek     | 1       | 1              |
| Aryna Sabalenka | 2       | 2              |
| Ons Jabeur      | 4       | 3              |
| Caroline Garcia | 5       | 4              |
| Cori Gauff      | 6       | 5              |
| Elena Rybakina  | 7       | 6              |
| Daria Kasatkina | 9       | 7              |
| María Sákkari   | 9       | 8              |

- Ranking del 10 de abril del 2023.[2]

### Dobles femenino
| Tenista                            | Ranking | Preclasificada |
| Lyudmyla Kichenok Jeļena Ostapenko | 18      | 1              |
| Desirae Krawczyk Demi Schuurs      | 21      | 2              |
| Nicole Melichar Giuliana Olmos     | 21      | 1              |
| Gabriela Dabrowski Luisa Stefani   | 34      | 4              |

## Campeones

### Individual femenino
Iga Świątek venció a   Aryna Sabalenka por 6-3, 6-4

### Dobles femenino
Demi Schuurs  /  Desirae Krawczyk vencieron a  Nicole Melichar  /  Giuliana Olmos por 6-4, 6-1